# ГЕС Лос-Молінос I
ГЕС Лос-Молінос I (ісп. Central Los Molinos I) – гідроелектростанція в північній Аргентині в провінції Кордова. Знаходячись перед малою ГЕС Лос-Молінос ІІ (4,5 МВт), входить до складу каскаду на річці Лос-Молінос, яка невдовзі зливається з Анісакате після чого впадає праворуч в Ксана́ес (басейн безстічного солоного озера Мар-Чикіта).
Водосховище, з якого живиться ГЕС, спорудили в місці злиття її витоків – річок Сан-Педро, Лос-Еспінільйос, Лос-Ріартес і Ріо-дель-Медіо. Його утримує бетонна аркова гребля висотою 58 метрів та довжиною 240 метрів, яка потребувала 96 тис м3 матеріалу. Вона утримує водосховище з площею поверхні 21,1 км2 (у випадку повені може сягати 24,5 км2), глибиною від 16 до 53 метрів та об’ємом 307 млн м3 (до 399 млн м3 під час повені), в якому можливе коливання рівня поверхні між позначками 747 та 765 метрів НРМ (до 769 метрів НРМ у випадку повені).
Від сховища до машинного залу прокладено дериваційний тунель довжиною 5,2 км, який прямує під лівобережним гірським масивом та на завершальному етапі сполучений з надземним балансувальним резервуаром баштового типу. Далі до машинного залу ресурс подається через напірний водовід довжиною 0,5 км. 
Основне обладнання станції складають чотири турбіни типу Френсіс потужністю по 13,4 МВт, які при напорі у 209,7 метра забезпечують виробництво 148 млн кВт-год електроенергії на рік.
Окрім виробництва електроенергії комплекс виконує протиповеневу функцію, забезпечує водопостачання та іригацію.